# Casa de las Campanas

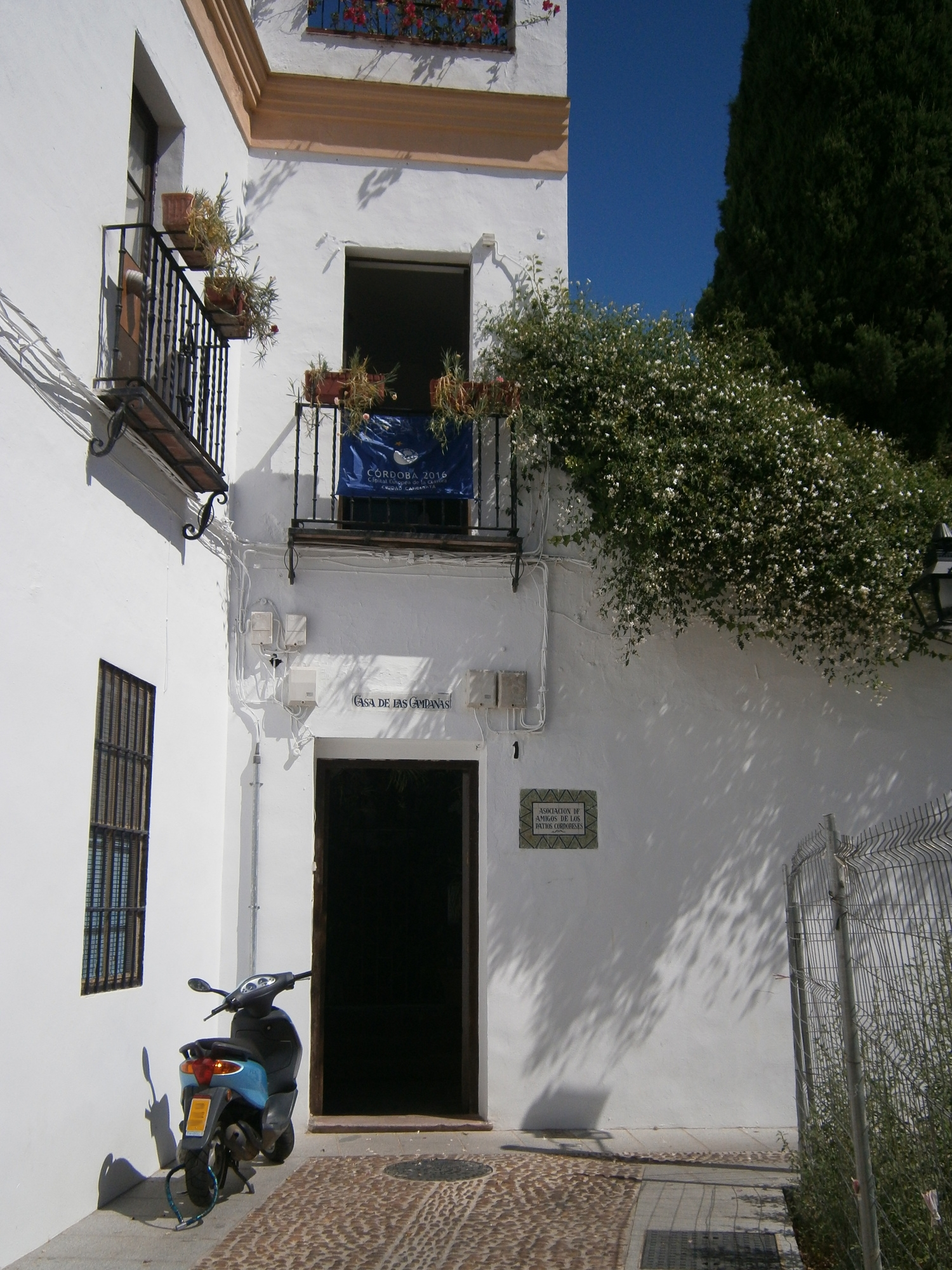
Casa de las Campanas.

La casa de las Campanas, denominada también casa de las Siete Revueltas, por estar situada en la calle del mismo nombre del barrio de San Pedro en Córdoba (España), es uno de los pocos ejemplos de casa mudéjar, de estilo granadino, que se conservan en esta ciudad. Está catalogado como Bien de Interés Cultural desde el año 2001.

## Historia
Obra, probablemente, del siglo XIV, puede afirmarse que se trata de una construcción vinculada al período hispanomusulmán influenciada por el arte nazarí. Su edificación vino de la mano del patronazgo de los Páez de Castillejo y está documentado que estuvo habitada por africanos. El nombre de "casa de las campanas" le viene debido a que posteriormente se convirtió en una pequeña fábrica de campanas.
En 1860 el duque de Alba, Jacobo Fitz-James Stuart y Ventimiglia, vende la casa a Rafael Gómez Jurado y más tarde, en 1868, el edificio es comprado por el arquitecto Amadeo Rodríguez con el objetivo de instalar un molino harinero. Finalmente, en 1980 adquiere el edificio la asociación «Amigos de los Patios Cordobeses», cuya titularidad se mantiene actualmente, realizando en ella pequeñas obras. Compagina su uso como vivienda colectiva con la programación de actividades culturales.

## Descripción
Lo actualmente conservado parece ser una de las cabeceras de un palacio mudéjar de influencia nazarí, concretamente el cuerpo oriental que ocuparía toda la parcela hasta la calle. Este cuerpo tiene dos plantas y está construido en dos crujías: la planta baja abierta en pórtico de tres arcos, y la alta cegada. Este cuerpo principal, abierto al patio, se ve hoy completado a su izquierda por un edificio relativamente moderno, destinado a vivienda, y por la derecha, en una prolongación también añadida. 
La fachada actual está formada por cuatro arcos. Tres de ellos corresponderían al frente original del patio, y el cuarto, que arranca sobre pilastras, da paso a las dependencias o galería lateral.
Los tres arcos principales son peraltados sobre columna de piedra con capiteles de pencas, uno de ellos con orejones primitivos de tipo nazarí. El arco central es de medio punto, y los laterales polilobulados apuntados, con trece lóbulos.
Esta galería termina, en alto, con una línea de imposta sobre la que arranca un segundo cuerpo moderno con ventanas a eje de arcos y adornado con un alero de madera muy volado imitando a los granadinos.
La galería tiene techo de alfarjes con entablados rehundidos con dos hexágonos alargados y tres octógonos regulares por calle, con restos de
policromía en colores vivos. Este techo se ve limitado por dos arquillos transversales a la altura de los posibles paramentos laterales del patio, que están inscritos en alfiz y tienen intradós y bordes festoneados con rizo en la clave de tradición almohade, que se encuentran desfigurados por los encalados.
El paramento interior de la galería tiene tres vanos que se corresponden con los arcos. Los laterales son huecos de ventana enfondados en alfiz y con arcos lisos de medio punto, y el central es una portada de tipo granadino llena de yeserías en sus dos caras.
El arco de entrada, festoneado en sus bordes con intradós cajeado y decorado, está enmarcado por doble alfiz. El interior tiene en sus esquinas canes gorroneras de tipo lobulado atado y sobre su dintel se abren tres ventanas de celosía de medio punto. El alfiz mayor sube hasta el techo y enmarca toda la composición con sus tableros decorados.
Los motivos decorativos en yeso labrado son varios: epigrafía en la faja del alfiz, labor de sebka en las enjutas, decoración de lazo de estrellas de dieciséis puntas en faja superior e intradós y motivos florales enlazados de tipo almohade muy estilizados.
La faja del alfiz exterior está grafiada con un intenso relieve vegetal entre las marcas cúficas. Esta rica y variada decoración no ha sido restaurada en su totalidad y tiene partes taponadas por la cal.
El interior de la sala conserva la techumbre original, similar a la de la galería pero con una estructura de vigas más compleja y resistente. Las principales (almohallas) tienen decoración de lazo incisa y sostienen una viga quitacimbras que acorta la luz de las alfarjías. También este techo muestra restos de policromía.
En la planta superior se conserva, sobre la puerta descrita, un arco similar del que se ignora su decoración por estar totalmente oculta por la cal.
El resto de la construcción es muy posterior, probablemente del siglo XIX, de la época de Amadeo Rodríguez, de quien puede ser el alero de tradición granadina que cubre este cuerpo alto.